# Lethrinus erythropterus
Lethrinus erythropterus är en fiskart som beskrevs av Valenciennes, 1830. Lethrinus erythropterus ingår i släktet Lethrinus och familjen Lethrinidae. Inga underarter finns listade i Catalogue of Life.